# Mljet
Mljet (italijansko Meleda, latinsko Melitussa) je južnodalmatinski otok v Srednjem Jadranu. Leži vzporedno s polotokom Pelješac od katerega ga ločuje Mljetski kanal. S površino 98-100 km² je osmi največji hrvaški otok in četrti največji med otoki Dalmacije. S celino ga povezuje trajekt na liniji Prapratno-Sobra.
Upravno Občina Mljet spada v hrvaško Dubrovniško-neretvansko županijo in po podatkih iz leta 2023 šteje 1.200 stalnih prebivalcev.

## Geografija
Mljet je s površino 100,4 km² največji otok v dubrovniškem otočju in osmi največji otok Hrvaške. Dolžina obale znaša med 131,3 in 135,2 km, kar ga uvršča na četrto mesto med dalmatinskimi oz. na sedmo med jadranskimi otoki. Leži v smeri vzhod–zahod, dolg je 37 km, otok pa je širok do 3 km. Od polotoka Pelješac ga deli Mljetski kanal. V reliefu otoka prednjačijo apnenčasti grebeni in številne kraška polja (Polačno, Ivanovo, Blotsko/Blatsko, Kneže polje). Južno od najvišjega grebena Veliki (ali Velji) Grad, ki doseže višino 514 mnm, leži najprostranejše kraško polje - Babino polje. 70 odstotkov površine otoka je poraščenih s prostranimi borovimi gozdovi in zato velja za najbolj zelen dalmatinski otok.
Večja naselja na otoku so Babino Polje, ki je obenem tudi upravno središče otoka oziroma občine Mljet, Polače, Pristanište (tu je sedež uprave Narodnega parka Mljet), Pomena in Sobra, kjer je trajektno pristanišče, v katerem pristaja trajekt iz Prapratnega. Ostala naselja so še Korita, Maranovići, Okuklje, Prožura, Blato, Kozarica, Goveđari in Saplunara ter Prožurska Luka. Po statističnih podatkih iz leta 2001 je v naseljih na otoku stalno živelo 1.111 prebivalcev. 
Na severozahodu otoka je zalita dolina v kateri ležita Mljetski jezeri: Malo jezero s površino 24 ha in Veliko jezero s površino 145 ha. Jezeri sta vključeni v Narodni park Mljet. Ob mestoma razčlenjeni obali je več manjših zalivov, od katerih so največji Luka Sovra, Luka Polače, Luka Pomena ter Gonoturska pred vhodom v Veliko jezero. Ob obali Mljeta je več manjših otočkov, na severni strani Galicija, Pomeštak, Glavat, Borovac (zahodni), Šilj, Maslinovac, Moračnik, Ovrata, Tajnik, Kobrava, Galičnjak, Borovac (vzhodni), Planjak, Veliki Školj, na jugu pa Prečski školj, Kosmač, Golič, Lukovac, Brnjestrovac, Ogiran ter Vanjski Školj, imenovan tudi Veli Školj in U(nu)tr(a)nji Školj, oba pred vhodom v Veliko jezero, na katerem je bil na otočku Sveta Marija v 12. stoletju postavljen benediktinski samostan.

## Gospodarstvo
V preteklosti so bile glavne gospodarske dejavnosti ribolov, vinogradništvo, gojenje oliv in poljedelstvo, ki pa so v zadnjih desetletjih v upadanju, kar se pozna tudi na številu prebivalstva, ki stagnira. Nov gospodarski zagon pa daje otoku turizem, ki je v stalnem porastu.
Na otoku obratujeta dve javni avtobusni liniji, ki ju izvaja dubrovniško podjetje Libertas. To sta liniji 18 Sobra–Pomena, ki povezuje trajektno pristanišče z zahodnimi naselji, in številka 19 Sobra–Korita, ki povezuje trajektno pristanišče z vzhodnimi naselji.

## Živalstvo
Na otoku živi veliko živali, najštevilčnejše so kune belice, miši, polhi, ježi, žabe, kobilice, kosi, divji golobi, galebi, sokoli, belouške in slepci. Strupenih kač na otoku ni, saj so jih avstro-ogrske oblasti načrtno iztrebile po letu 1910 z naselitvijo malih indijskih mungov (Herpestes javanicus). Na Mljet so bili kasneje naseljeni še jeleni, mufloni, divje svinje, zajci, jerebice in fazani. V morju živijo jastogi in raki ter številne ribe.

## Zgodovina
Legenda pravi, da naj bi na otok naplavilo Grka Odiseja, kasneje še apostola Pavla.
Blizu Babinih kuča pri Velikem jezeru so odkrili ostanke naselja in grobov iz ilirske dobe, na bližnjem vrhu Mali Gradac pa so ostanki ilirske utrdbe. V rimski dobi se je današnji Mljet imenoval Melite. Leta 1333 postane otok posest Dubrovnika. V času Ilirskih provinc je bil otok pod upravo Francozov, do leta 1918 je spadal pod Avstro-ogrsko. Po tem letu je pripadal Jugoslaviji. Od leta 1991 je sestavni del Hrvaške.